# Вейдер (Вашингтон)
Вейдер (англ. Vader) — місто (англ. city) в США, в окрузі Льюїс штату Вашингтон. Населення — 629 осіб (2020).

## Географія
Вейдер розташований за координатами 46°24′16″ пн. ш. 122°57′25″ зх. д. / 46.40444° пн. ш. 122.95694° зх. д. (46.404534, -122.956949).  За даними Бюро перепису населення США в 2010 році місто мало площу 2,41 км², уся площа — суходіл.

## Демографія
Згідно з переписом 2010 року, у місті мешкала 621 особа в 228 домогосподарствах у складі 157 родин. Густота населення становила 258 осіб/км².  Було 258 помешкань (107/км²).
Расовий склад населення:
| - 87,9 % — білих - 2,3 % — корінних американців - 1,0 % — азіатів - 0,2 % — вихідців з тихоокеанських островів - 1,0 % — осіб інших рас |

До двох чи більше рас належало 7,7 %. Частка іспаномовних становила 4,5 % від усіх жителів.
За віковим діапазоном населення розподілялося таким чином: 24,2 % — особи молодші 18 років, 59,7 % — особи у віці 18—64 років, 16,1 % — особи у віці 65 років та старші. Медіана віку мешканця становила 41,4 року. На 100 осіб жіночої статі у місті припадало 111,9 чоловіків;  на 100 жінок у віці від 18 років та старших — 104,8 чоловіків також старших 18 років.
Середній дохід на одне домашнє господарство  становив 48 727 доларів США (медіана — 42 386), а середній дохід на одну сім'ю — 56 287 доларів (медіана — 51 458). За межею бідності перебувало 18,1 % осіб, у тому числі 18,3 % дітей у віці до 18 років та 12,6 % осіб у віці 65 років та старших.
Цивільне працевлаштоване населення становило 203 особи. Основні галузі зайнятості: роздрібна торгівля — 21,2 %, освіта, охорона здоров'я та соціальна допомога — 20,2 %, виробництво — 16,7 %.